# Llista d'espècies de fisoglènids
Aquesta és la llista d'espècies de fisoglènids (Physoglenidae), una família d'aranyes araneomorfes, descrita per A. Petrunkevitch el 1928. Conté la informació recollida fins al 28 d'octubre de 2006 i hi ha citats 13 gèneres i 68 espècies. Viuen en zones molt concretes del planeta en alguns llocs de Sud-amèrica i Centreamèrica, i en zones d'Austràlia i Nova Zelanda.

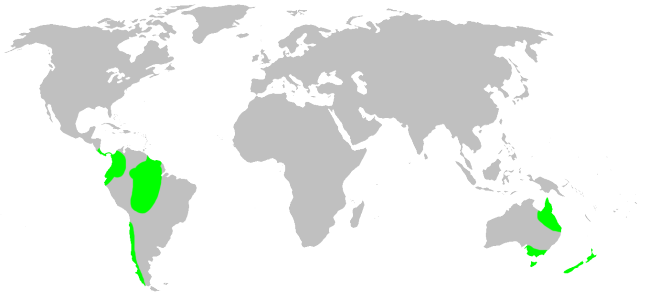
Distribució dels fisoglènids

## Gèneres i espècies

### Calcarsynotaxus
Wunderlich, 1995
- Calcarsynotaxus longipes Wunderlich, 1995 (Queensland)

### Xileotaxus
Platnick, 1990
- Xileotaxus sans Platnick, 1990 (Xile)

### Mangua
Forster, 1990
- Mangua caswell Forster, 1990 (Nova Zelanda)
- Mangua convoluta Forster, 1990 (Nova Zelanda)
- Mangua flora Forster, 1990 (Nova Zelanda)
- Mangua forsteri (Brignoli, 1983) (Illes Auckland, Illes Campbell)
- Mangua gunni Forster, 1990 (Nova Zelanda)
- Mangua hughsoni Forster, 1990 (Nova Zelanda)
- Mangua kapiti Forster, 1990 (Nova Zelanda)
- Mangua makarora Forster, 1990 (Nova Zelanda)
- Mangua medialis Forster, 1990 (Nova Zelanda)
- Mangua oparara Forster, 1990 (Nova Zelanda)
- Mangua otira Forster, 1990 (Nova Zelanda)
- Pahora cantuaria Forster, 1990 (Nova Zelanda)
- Pahora graminicola Forster, 1990 (Nova Zelanda)
- Pahora kaituna Forster, 1990 (Nova Zelanda)
- Pahora media Forster, 1990 (Nova Zelanda)
- Pahora montana Forster, 1990 (Nova Zelanda)
- Pahora murihiku Forster, 1990 (Nova Zelanda)
- Pahora rakiura Forster, 1990 (Nova Zelanda)
- Pahora taranaki Forster, 1990 (Nova Zelanda)
- Pahora wiltoni Forster, 1990 (Nova Zelanda)

### Pahoroides
Forster, 1990
- Pahoroides courti Forster, 1990 (Nova Zelanda)
- Pahoroides whangarei Forster, 1990 (Nova Zelanda)

### Paratupua
Platnick, 1990
- Paratupua grayi Platnick, 1990 (Victòria)

### Physoglenes
Simon, 1904
- Physoglenes chepu Platnick, 1990 (Xile)
- Physoglenes lagos Platnick, 1990 (Xile)
- Physoglenes puyehue Platnick, 1990 (Xile)
- Physoglenes vivesi Simon, 1904 (Xile)

### Runga
Forster, 1990
- Runga akaroa Forster, 1990 (Nova Zelanda)
- Runga flora Forster, 1990 (Nova Zelanda)
- Runga moana Forster, 1990 (Nova Zelanda)
- Runga nina Forster, 1990 (Nova Zelanda)
- Runga raroa Forster, 1990 (Nova Zelanda)

### Synotaxus
Simon, 1895
- Synotaxus bonaldoi Santos & Rheims, 2005 (Brasil)
- Synotaxus brescoviti Santos & Rheims, 2005 (Brasil)
- Synotaxus ecuadorensis Exline, 1950 (Costa Rica fins a l'Equador)
- Synotaxus itabaiana Santos & Rheims, 2005 (Brasil)
- Synotaxus leticia Exline & Levi, 1965 (Colòmbia)
- Synotaxus longicaudatus (Keyserling, 1891) (Brasil)
- Synotaxus monoceros (Caporiacco, 1947) (Trinidad, Guyana, Brasil)
- Synotaxus siolii Santos & Rheims, 2005 (Brasil)
- Synotaxus turbinatus Simon, 1895 (Panamà fins a l'Equador)
- Synotaxus waiwai Agnarsson, 2003 (Guyana, Brasil, Paraguai)

### Tupua
Platnick, 1990
- Tupua bisetosa Platnick, 1990 (Tasmània)
- Tupua cavernicola Platnick, 1990 (Tasmània)
- Tupua raveni Platnick, 1990 (Tasmània)
- Tupua troglodytes Platnick, 1990 (Tasmània)

### Wairua
Forster, 1990
- Wairua reinga Forster, 1990 (Nova Zelanda)
- Wairua waikanae Forster, 1990 (Nova Zelanda)